# Rosel
Rosel ist eine französische Gemeinde mit 643 Einwohnern (Stand: 1. Januar 2022) im Département Calvados in der Region Normandie. Sie gehört zum Arrondissement Caen und zum Kanton Thue et Muee. Die Einwohner werden als Roselois bezeichnet.

## Geografie
Rosel liegt rund achteinhalb Kilometer nordwestlich von Caen. Umgeben wird die Gemeinde von Cairon im Norden und Nordosten, Saint-Contest im Osten, Authie im Südosten sowie Rots im Süden, Südwesten, Westen als auch Nordwesten. Direkt westlich von Rosel verläuft die Mue, ein Nebenfluss der Seulles.

## Bevölkerungsentwicklung
| Jahr                             | 1793 | 1836 | 1876 | 1926 | 1946 | 1968 | 1990 | 2012 |
| Einwohner                        | 397  | 412  | 232  | 162  | 190  | 280  | 543  | 568  |
| Quelle: Cassini, EHESS und INSEE |      |      |      |      |      |      |      |      |

## Sehenswürdigkeiten
- Kirche Saint-Martin aus dem 12. Jahrhundert, Glockenturm seit 1910 als Monument historique klassifiziert[3]
- Ein Herrenhaus, das 1944 zerstört wurde, war seit 1927 als Monument historique klassifiziert.[4]
- Schloss Rosel